# Ireen Wüst
Irene Karlijn (Ireen) Wüst (Goirle, 1 april 1986) is een voormalig Nederlandse schaatsster, die als eerste sporter ter wereld individueel goud won op vijf opeenvolgende Olympische Spelen, zomer of winter.
Tijdens de Olympische Winterspelen van 2006 in Turijn won ze op negentienjarige leeftijd goud op de 3000 meter en brons op de 1500 meter. Wüst werd daarmee de jongste Nederlandse olympisch kampioene op de Winterspelen ooit. Tijdens de Olympische Winterspelen van 2010 in Vancouver won ze goud op de 1500 meter. Bij de Olympische Winterspelen van 2014 in Sotsji won ze goud op de 3000 meter en de ploegenachtervolging; verder won Wüst in Sotsji zilver op de 1000, 1500 en 5000 meter. Tijdens de Olympische Winterspelen van 2018 behaalde zij goud op de 1500 meter en zilver op de 3000 meter en de ploegenachtervolging. In Peking, tijdens de Olympische Winterspelen van 2022, won ze op vijfendertigjarige leeftijd opnieuw een gouden medaille op de 1500 meter. Wüst werd daarmee de oudste winnaar van olympisch goud bij het langebaanschaatsen.
Wüst is met zes gouden, vijf zilveren en twee bronzen olympische medailles de succesvolste internationale schaatser (man of vrouw) op de Olympische Winterspelen ooit, en werd de eerste schaatsster die dertien olympische medailles won. Alleen Marit Bjørgen (Langlaufen), Ole Einar Bjørndalen (Biatlon) en Bjørn Dæhlie (Langlaufen) behaalden meer gouden medailles op de Winterspelen tijdens hun carrière. Zij behaalde op vijf achtereenvolgende Olympische Spelen een gouden medaille op een individueel nummer. Geen atleet tijdens zomer- en/of winterspelen heeft dit gepresteerd.
Wüst is ook zevenvoudig wereldkampioene allround en vijftienvoudig wereldkampioene per afstand.

## Carrière

### Doorbraak
Wüst deed in 2002 en 2003 mee aan de Viking Race (in het eerste jaar 3e). In het seizoen 2003/2004 werd Wüst tweede bij het Wereldkampioenschap voor Junioren. In het seizoen daarna werden zij en Sven Kramer, haar ploeggenoot bij Jong Oranje, vrij plotseling bekend doordat ze als jonge schaatsers goede resultaten boekten in wedstrijden voor de volwassen schaatstop. Die snelle doorbraak kwam voor velen als een verrassing. Wüst werd derde op het NK allround, vierde op het EK allround en vijfde op het WK allround. Op die laatste toernooien was ze de beste Nederlandse. Met overmacht won ze in 2005 de titel die ze een jaar eerder net niet won: het Wereldkampioenschap voor Junioren. Ze kreeg een seizoen later een contract bij de schaatsploeg van TVM.

### 2005/2006
Het voorseizoen verliep moeizaam. Wüst trainde op dezelfde wijze als ploeggenote Renate Groenewold en raakte overbelast. In oktober reed Wüst 4.30 op de 3000 meter en wist zich niet te plaatsen voor de eerste wereldbekerwedstrijden 3 kilometer. Wel verbeterde ze het Nederlands record 1500 meter. In december kwam Wüst beter in vorm en noteerde bij de wereldbeker in Turijn in de B-groep de snelste tijd van de dag. Bij het olympisch kwalificatietoernooi eind december (tevens Nederlandse afstandskampioenschappen) won Wüst de 1000, 1500 en 3000 meter, waarmee ze zich kwalificeerde voor de Spelen. Bij de Europese kampioenschappen schaatsen 2006, twee weken later in Hamar, werd zij derde, achter Claudia Pechstein en Renate Groenewold.
Op 12 februari 2006 won ze de olympische 3000 meter. Met een persoonlijk record van 4.02,43 was ze onder anderen landgenote Groenewold, de Canadese Cindy Klassen, de Duitse Anni Friesinger en de olympisch kampioene van Salt Lake City, Claudia Pechstein, te snel af. Op de tweede afstand, de ploegenachtervolging, werd het Nederlandse team met Wüst in de kwartfinales uitgeschakeld door Duitsland, en uiteindelijk zesde. Op de 1000 meter eindigde ze als vierde; op de 1500 meter werd ze derde, achter Cindy Klassen en Kristina Groves. Vanwege het behalen van de gouden medaille in Turijn werd ze benoemd tot Ridder in de Orde van de Nederlandse Leeuw.

### 2006/2007

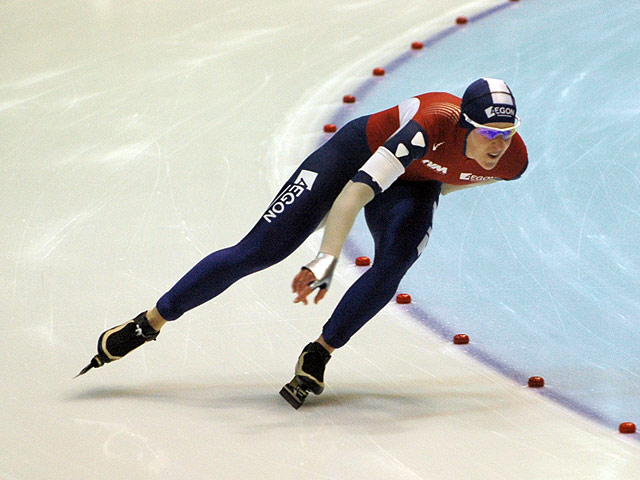
Wüst tijdens het WK Allround 2007

Op 21 december 2006 werd zij uitgeroepen tot sportvrouw van het jaar 2006.
Tijdens de EK Allround van 2007 stond Wüst na drie afstanden aan de leiding met een voorsprong van, omgerekend naar de 5000 meter, meer dan 14 seconden op de nummer twee, de Tsjechische Martina Sáblíková. Wüst reed na de Tsjechische, maar die had in de op een-na-laatste rit het oude wereldrecord voor buitenijs van Gunda Niemann verbeterd met een tijd van onder de zeven minuten. Wüst kwam op de streep net tekort, haar puntentotaal was drie honderdste hoger dan dat van Sáblíková, die goud won. Wüst werd tweede, en derde werd Renate Groenewold. Bij het WK Sprint haalde Wüst opnieuw zilver.
Op 4 februari won Wüst haar eerste Wereldbekerwedstrijd van het seizoen, een 1500 meter in Turijn, voor Anni Friesinger en Cindy Klassen. Haar tijd van 1.55,01 was ook een verbetering van het oude baanrecord van Klassen (1.55,27). Tijdens het WK Allround van 2007 in Heerenveen behaalde Wüst de gouden medaille, voor Anni Friesinger. Ze behaalde medailles op alle vier de afstanden en reed persoonlijke records op zowel de 500 als de 3000 meter. Tijdens de finale van de Wereldbeker schaatsen 2006-2007 in Calgary won Wüst op 2 maart 2007 de 1000 meter voor dames in de nieuwe Nederlandse recordtijd van 1.13,83. Een dag later scherpte ze haar Nederlands record op de 1500 meter aan tot 1.52,38. Met haar zege op de 1500 meter was ze de derde Nederlandse vrouw die de wereldbeker won, na Yvonne van Gennip (twee keer) en Tonny de Jong. Op de eerste dag van het WK Afstanden (8 maart) in Salt Lake City pakte Wüst de titel op de 1500 m. Tijdens hetzelfde toernooi werd Wüst ook kampioen op de 1000 meter. Samen met haar ploeggenoten Renate Groenewold en Paulien van Deutekom werd ze tweede op de ploegenachtervolging.

### 2007/2008
Een paar weken voor het begin van het seizoen 2007/2008 kreeg ze griep. Wüst verwaarloosde dit en trainde hard door. Achteraf werd dit als een vergissing beoordeeld. Ze verloor op het NK Afstanden al haar titels, aan Paulien van Deutekom (1000 en 1500) en Renate Groenewold (3000). Twee weken later op de eerste van een reeks wereldbekerwedstrijden was ze nog steeds erg uit vorm.
De kleine 'vormcrisis' deed Wüst besluiten om samen met haar collega's van de TVM-schaatsploeg een weekje van het ijs af te gaan. Na deze korte periode van rust en training in de zon op Cyprus, kwam Wüst zichtbaar sterker aan de start. Ze eindigde voor het eerst op het podium bij de wereldbekerwedstrijden, onder andere door brons te veroveren op de 1000 meter in Erfurt. Ze kwam daarna langzaam maar zeker terug aan de wereldtop.
Op het NK Allround in Groningen werd ze eerste, voor Renate Groenewold en Paulien van Deutekom. Tijdens het NK Sprint werd ze tweede achter Marianne Timmer, en verzekerde ze zich ook van deelname aan het WK Sprint.
Een week later, in het Russische Kolomna won Wüst het EK Allround. Zij eindigde voor ploeggenote Paulien van Deutekom en de Tsjechische Martina Sáblíková. Met het winnen van de Europese titel werd ze de eerste Nederlandse schaatsster uit de geschiedenis die zich Europees-, wereld- en olympisch kampioene mocht noemen. In Kolomna won ze de 1500 meter, werd ze tweede op zowel de 3000 als de 5000 meter en legde ze op de kortste afstand beslag op de vierde plaats. Op het WK Sprint in Heerenveen eindigde ze als zesde.

### 2008/2009
In het seizoen 2008/2009 eindigde Wüst bij het NK afstanden alleen bij de 1500m op het podium. Op de 3000m werd ze gediskwalificeerd vanwege het afsnijden van de eerste bocht. Gedurende de eerste Wereldbekerwedstrijden van het seizoen in Berlijn en Heerenveen, won Ireen Wüst als lid van het Nederlandse team tweemaal goud op het onderdeel ploegenachtervolging, maar wist ze individueel niet tot goede prestaties te komen. Mede als gevolg hiervan besloot Wüst om net als het voorgaande seizoen niet aan de start te komen tijdens de Wereldbekerwedstrijd in Moskou, maar samen met een aantal teamgenoten een extra trainingskamp te beleggen op Tenerife. In het weekend van 27 en 28 december werd Wüst voor de derde achtereenvolgende keer Nederlands Kampioene Allround. Een week later werd ze verkouden en werd haar deelname op de 1000 meter voor de WK Afstanden onzeker, nadat ze zich op de tweede dag afmeldde voor de rest van het toernooi. Via het NK Sprint in Groningen wilde ze namelijk een ticket voor de world cup afdwingen. Bij een later dat seizoen gehouden skate-off wist Wüst zich evenmin te kwalificeren voor het internationale 1000 meter circuit. Wel behaalde ze bij het WK Allround 2009 een derde plek en werd beste Nederlandse.

### 2009/2010
Een week voor de NK Afstanden, op 24 oktober 2009, opende Wüst in Tilburg de naar haar genoemde ijsbaan: de Ireen Wüst IJsbaan. Op 27 december 2009 plaatste ze zich voor de Olympische Spelen op de 1500m voor vrouwen samen met Annette Gerritsen tijdens de eerste dag van het OKT in Heerenveen. Een dag later plaatste zij zich ook voor de 3000 meter, door die afstand te winnen. Op de 1000 meter werd ze 5e en kreeg ze op deze afstand later in het seizoen een herkansing op het tweede OKT. Op dit tweede OKT plaatste ze zich op 25 januari 2010 voor de 1000 meter in Vancouver door Natasja Bruintjes en Marianne Timmer achter zich te laten met een tijd van 1:18,23.
Bij het EK Allround in Hamar werd Wüst tweede achter Martina Sáblíková.
Tijdens de Olympische Spelen in Vancouver won ze de gouden medaille op de 1500 meter met een evenaring van het baanrecord van 1.56,89. Dankzij de overwinning van Mark Tuitert op dezelfde afstand was Nederland het eerste land na de Sovjet-Unie in 1964 dat de heren-dames dubbelzege op de 1500m binnenhaalde.
Op 4 mei 2010 werd haar aflopende TVM-contract met twee jaar verlengd.

### 2010/2011
Eind september onderging Wüst een medische ingreep in haar buik. Er werd een goedaardig gezwel van haar eierstokken verwijderd. Ze moest daardoor twee weken rust houden. Door deze operatie waren er twijfels of ze deel zou kunnen nemen aan het NK afstanden. Toen ze ondanks deze twijfels meedeed, baarde ze opzien door de 1500 en de 3000 meter te winnen en ook op de 1000 meter een startplek voor de wereldbeker af te dwingen. Tijdens het EK Allround in Collalbo werd Wüst tweede achter Martina Sáblíková. Op dertien februari werd Wüst in Calgary voor de tweede keer in haar carrière wereldkampioen allround. Bij het WK afstanden in Inzell werd ze op 10 maart voor het eerst wereldkampioen op de 3 kilometer. Een dag later won ze ook met groot verschil de 1500 meter. Het podium bestond verder uit Diane Valkenburg en Jorien Voorhuis die respectievelijk 2e en 3e werden. Een volledig oranje podium was bij het vrouwenschaatsen op de 1500 meter een bijzondere gebeurtenis. Ook bijzonder was dat de gedoodverfde favoriete Christine Nesbitt slechts 5de werd. Op de 1000m werd Wüst tweede achter Christine Nesbitt en ook op de ploegenachtervolging pakte ze samen met Marrit Leenstra en Diane Valkenburg het zilver.

### 2011/2012
Bij de kwalificatie voor het WK Sprint greep ze naast de tickets. Concurrente Gerritsen kwalificeerde zich met een miniem verschil (vijf duizendste punt). Bij een berekening waarin de duizendsten meegenomen werden, bleek dat Wüst wél sneller was geweest. Op 22 januari 2012 reed ze op de 1000 meter in Salt Lake City tegen de Amerikaanse Heather Richardson. Na de eerste ronde had Richardson op de kruising meer snelheid waardoor Wüst moest inhouden. De Amerikaanse verloor echter snelheid waardoor Wüst kon terugkomen en daardoor gelijktijdig eindigde in 1.15,48. Op 11 februari 2012 won Wüst de wereldbekerwedstrijd 1500 meter in Hamar door Nesbitt in een rechtstreeks duel te verslaan. Op 19 februari werd ze in Moskou - voor de derde maal - wereldkampioen allround.

### 2012/2013

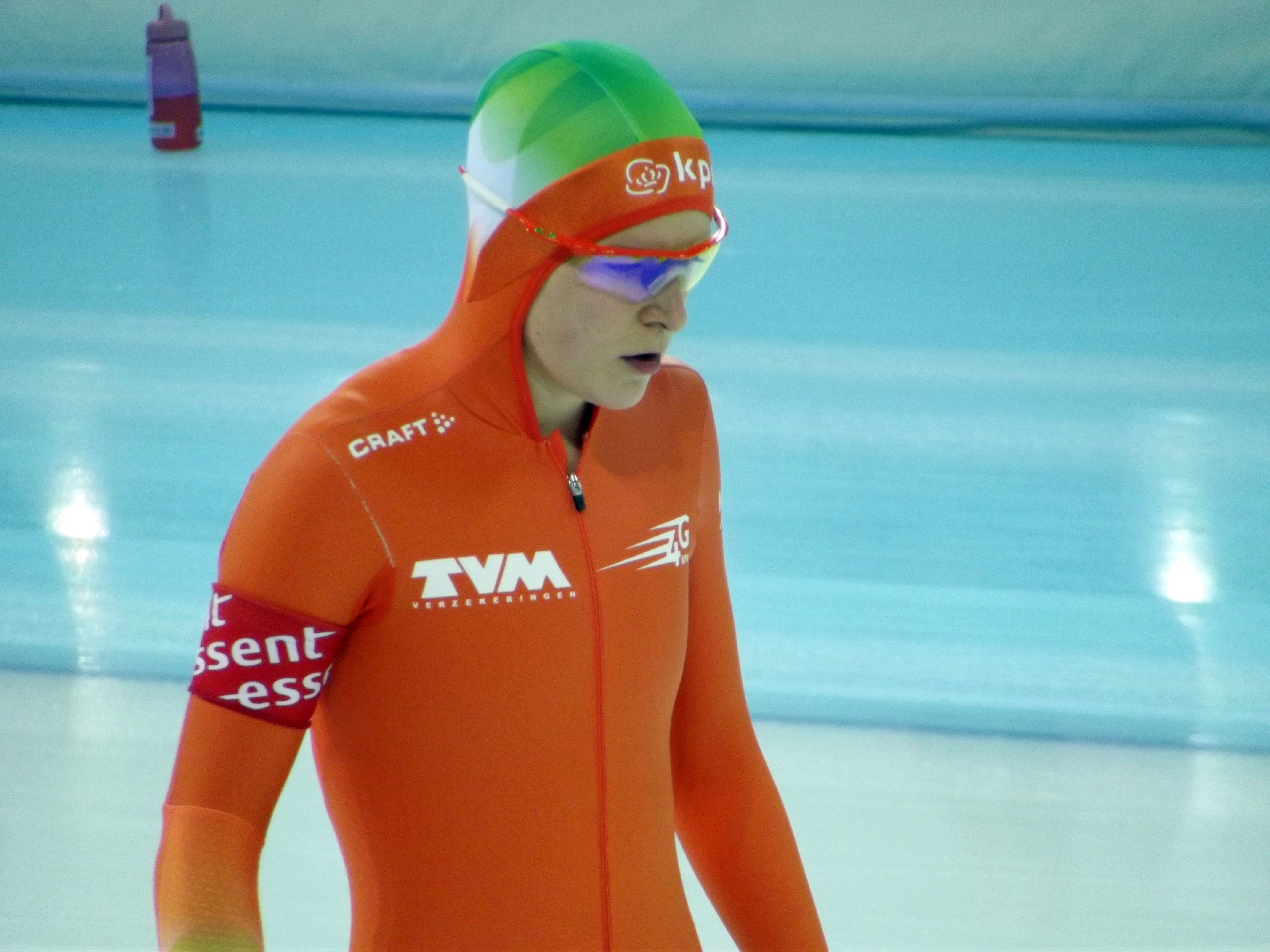
Wüst in 2013

Het pre-olympische seizoen begon voor Wüst met onder meer de nationale titel op de 1500m. Tijdens het eerste wereldbekerweekend werd ze ziek. Daar hield ze het gehele voorseizoen last van. Pas eind december, op het NK allround, maakte ze haar comeback. Hier werd ze tweede, achter de verrassende winnares Jorien ter Mors. Bij de NK Sprint miste ze, net als een jaar eerder, op een haar na plaatsing voor de Wereldkampioenschappen schaatsen sprint 2013. Een week later bij de Europese kampioenschappen schaatsen allround won ze voor het eerst sinds 2008 de titel, met afstandszeges op de 1500 en 3000 meter. Overigens was voor de eerste maal in de geschiedenis van het EK allround het hele podium oranje. Linda de Vries werd tweede, vóór Diane Valkenburg. Antoinette de Jong werd vijfde.
Na dit toernooi bouwde Wüst haar vorm verder uit. Een week voor het WK allround won ze bij de wereldbekerwedstrijden in Inzell de 1500 en 3000 meter. Eerder was Wüst al eens wereld- én olympisch kampioene geworden op de 3000 meter, maar ze had nog nooit een wereldbekerwedstrijd op deze afstand gewonnen.
Op 17 februari 2013 werd Wüst in het Noorse Hamar voor de vierde maal wereldkampioene allround. Haar grootste concurrente, Martina Sáblíková, deed vanwege fysieke ongemakken niet mee, en daarmee had Wüst eigenlijk geen concurrentie. Ze begon met een tweede plaats op de 500 meter en won daarna respectievelijk de 3000, 1500 en 5000 meter, waarmee ze met grote voorsprong wereldkampioene werd. Diane Valkenburg eindigde als tweede.
Ireen Wüst werd daarmee voor het derde jaar op rij wereldkampioene allround en dat was voor het eerst sinds Gunda Niemann dat eind jaren negentig presteerde. Het was tevens de zevende podiumplaats op rij voor Wüst bij het WK allround.
Op 21 maart 2013 won Wüst de 3000 meter tijdens het WK Afstanden in Sotsji met dezelfde tijd als haar olympische titel van Turijn: 4.02,43 en op 22 maart 2013 won ze ook de 1500 meter. Wüst rekende in een rechtstreeks duel af met haar grootste concurrente Christine Nesbitt. Het gat tussen de twee bedroeg bijna drie seconden: 1.55,38 voor Wüst tegen 1.58,07 voor de Canadese.

### 2013/2014
In januari 2014 won Wüst met overmacht het EK allround en prolongeerde zo haar Europese titel. Ze won de 500, 1500 en 3000 meter en eindigde als derde op de afsluitende 5000 meter.
Op 9 februari 2014 won Wüst goud op de 3000 meter tijdens de Olympische Winterspelen 2014 in Sotsji in een tijd van 4.00,34. Een paar dagen later won ze zilver op zowel de 1000 meter als op de 1500 meter (tijden: 1.14.69 en 1.54.09). Op de 5000 meter op 19 februari haalde ze nog eens zilver. Op de olympische ploegenachtervolging van 21 en 22 februari legde ze, samen met Lotte van Beek, Marrit Leenstra en Jorien ter Mors beslag op de gouden medaille.
Nadat ze wederom wereldkampioene allround was geworden, stapte Wüst over naar Team Continu. Vlak voor aanvang van seizoen 2014/2015 werd ze door de Associatie van Nationale Olympische Comités uitgeroepen tot meest succesvolle sportster van de Spelen in Sotsji. Op 7 november 2014 nam Wüst tijdens een gala in Bangkok de bijbehorende prijs in ontvangst.
Op 16 december werd zij gekozen tot Sportvrouw van het Jaar 2014. Op 18 december werd zij door persbureau Reuters uitgeroepen tot wereldwijd sportvrouw van het jaar. Ze kreeg van sportjournalisten wereldwijd net iets meer stemmen dan de Amerikaanse tennisster Serena Williams.

### 2014/2015
Het postolympische seizoen begon met de NK Afstanden, waar Wüst goud won op de 1.500 en op de 3.000 meter, en tweede werd op de kilometer. Na de eerste wereldbekercyclus met vier wereldbekers, waarin Wüst onder meer het eindklassement van de ploegenachtervolging en gouden medailles op de 1.500 en de 3.000 meter won, eindigde haar 2014 met de Nederlandse allroundtitel. Ze won het weekend tussen Kerst en oud en nieuw drie afstanden in Thialf, op de slotafstand werd ze derde.
2015 begon voor Wüst met winst op het EK Allround. Ze won de 500 meter, maar kreeg tegenstand van Martina Sáblíková, die Wüst voorbleef op de drie kilometer. De 1.500 meter won ze. Daarna werd ze tweede achter Sáblíková op de vijf kilometer en won ze het eindklassement.
Op 6 februari maakte Wüst bekend, al na één seizoen een punt achter de samenwerking met Team Continu te zetten. Reden vormde grotendeels het gebrek aan uitdaging. Ook miste ze het trainen met de mannen, waar de ploeg niet aan wil sleutelen.
Op 22 april werd bekend dat ze een eigen schaatsteam start, te weten Team4Gold.

### 2016/2017
Wüst werd op 7 januari voor de vijfde maal in haar carrière Europees kampioene allround. Dat gebeurde in Thialf, Heerenveen. Tweede werd Martina Sáblíková. Derde werd Antoinette de Jong. Op 9 februari won Wüst in een tijd van 3.59.05 de 3.000 meter op de WK afstanden in Gangneung, ook met Sáblíková en De Jong naast haar op het podium. Met De Jong en Marrit Leenstra won ze een dag later de ploegenachtervolging in een tijd van 2.55.85, slechts 0.06 boven het wereldrecord van Canada.

### 2017/2018
Wüst won op 10 februari zilver op de 3000 meter tijdens de Olympische Winterspelen 2018 in Pyeongchang met een tijd van 3.59,29. Wüst reed een goede race, maar stortte in de laatste ronde in. Ze kwam uiteindelijk achthonderdste tekort voor het goud dat naar Achtereekte ging. Op 12 februari goud op de 1500 meter met een tijd van 1.54,35. Hierdoor greep ze haar 5e olympische gouden medaille en bracht haar totaal op 10 olympische medailles. Een dag voor het WK Allround in Amsterdam werd bekend dat Team JustLease.nl niet verder wilde met Wüst vanwege haar leeftijd. Dit hoorde ze van Rutger Tijssen die zei dat de ploeg een plan voor vier jaar wil.

### 2018/2019
Op 31 juli werd bekend dat Wüst een nieuwe ploeg had gevonden, ze wordt kopvrouw van de nieuwe ploeg TalentNED, een ploeg die zich richt op het opleiden van sporttalent. Wüst wordt naast kopvrouw ook ingezet in het begeleiden van jonge talenten. Op 15 december reed Wüst haar vijf jaar oude baanrecord in Thialf uit de boeken tijdens een wereldbeker 1500 meter, dit betekende tevens een verbetering van het wereldrecord op een laaglandbaan op de 1500 meter. Op 10 februari scherpte ze tijdens het WK afstanden in Inzell dat record weer aan tot 1.52,81. Bij de wereldbekerfinale in Salt Lake City reed ze een PR op de 1000 meter en reed ze een persoonlijk en Nederlands record op de 1500 meter.

### 2020-heden
Op 1 maart 2020 slaagde Wüst er in Hamar voor de zevende keer in de wereldtitel allround te pakken. Zij won de 1500 meter, werd derde op de 3000 meter en tweede op de 5000 meter. Dat was voldoende om in het eindklassement haar rivale Ivanie Blondin (zilver) voor te blijven. Wüst nam in Hamar voor de zestiende keer deel aan het toernooi. Ze behaalde in die onafgebroken reeks, naast zeven keer goud, ook nog vier keer zilver en twee keer brons.
Op 7 februari 2022 won Wüst op de Olympische Winterspelen in Peking een gouden medaille op de 1500 meter in een olympisch record van 1.53,28. Wüst was de eerste sporter op de Olympische Spelen die op vijf opeenvolgende spelen een individuele gouden medaille won. Twee jaar later won de Cubaanse worstelaar Mijaín López als eerste sporter vijfmaal op rij hetzelfde onderdeel op de Olympische Spelen.
Met de ploegenachtervolgingsploeg won Wüst een bronzen medaille, dit was voor Wüst haar dertiende olympische medaille. Voor haar uitzonderlijke prestaties op de Olympische Winterspelen werd Wüst benoemd tot commandeur in de Orde van Oranje-Nassau. Bij de Wereldbekerfinale op 12 maart 2022 in Heerenveen nam zij definitief afscheid van de actieve schaatssport, met een vierde plaats op de 1500 meter.
Met ingang van seizoen 2022/2023 is Wüst topsportmentor van TalentNED.

## Persoonlijk
Wüst is getrouwd met voormalig schaatsster Letitia de Jong.
Tijdens de Olympische Winterspelen van 2022 ontving ze te weinig stemmen van de aanwezige sporters om te worden gekozen in de atletencommissie van het IOC. Op 12 maart 2022 werd Wüst bij haar afscheid in Thialf benoemd tot erelid van de Koninklijke Nederlandsche Schaatsenrijders Bond. Ook is er een bocht in het Thialf stadion naar haar vernoemd. 

## Records

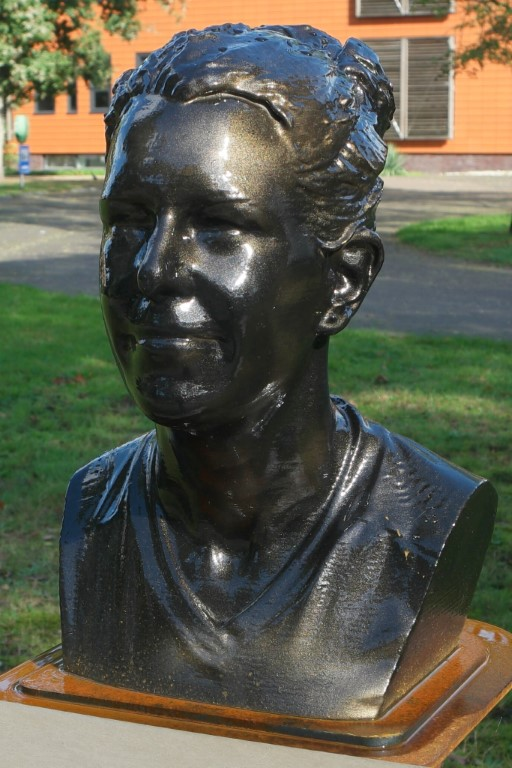
Beeldenroute Walk of Fean

### Persoonlijke records
| Afstand    | Tijd    | Datum            | Baan           |
| ---------- | ------- | ---------------- | -------------- |
| 500 meter  | 38,44   | 9 februari 2007  | Heerenveen     |
| 1000 meter | 1.12,64 | 15 februari 2020 | Salt Lake City |
| 1500 meter | 1.50,70 | 10 maart 2019    | Salt Lake City |
| 3000 meter | 3.58,01 | 12 februari 2011 | Calgary        |
| 5000 meter | 6.54,28 | 19 februari 2014 | Sotsji         |

### Wereldrecords
| Nr. | Afstand                       | Tijd      | Datum            | Baan    |
| --- | ----------------------------- | --------- | ---------------- | ------- |
| jr1 | 1500 meter junioren           | 1.58,10   | 11 maart 2004    | Calgary |
| jr2 | 3000 meter junioren           | 4.08,64   | 12 maart 2004    | Calgary |
| jr3 | minivierkamp junioren         | 158,916   | 12 maart 2004    | Calgary |
| jr4 | ploegenachtervolging junioren | 3.12,38 * | 12 december 2004 | Moskou  |
| jr5 | 3000 meter junioren           | 4.08,15   | 5 februari 2005  | Moskou  |
| jr6 | 1500 meter junioren           | 1.56,69   | 10 maart 2005    | Calgary |
| jr7 | 3000 meter junioren           | 4.07,71   | 11 maart 2005    | Calgary |
| jr8 | 1000 meter junioren           | 1.15,93   | 11 maart 2005    | Calgary |
| jr9 | minivierkamp junioren         | 157,436   | 11 maart 2005    | Calgary |

- * samen met Janneke Ensing & Annette Gerritsen

#### Wereldrecords laaglandbaan (officieus)
| Nr. | Afstand              | Tijd       | Datum              | Baan       |
| --- | -------------------- | ---------- | ------------------ | ---------- |
| 1.  | 1500m                | 1.54,05    | 10 februari 2007   | Heerenveen |
| 2.  | kleine vierkamp      | 158,663    | 9/11 februari 2007 | Heerenveen |
| 3.  | 3000m                | 3.58,11    | 9 maart 2013       | Heerenveen |
| 4.  | ploegenachtervolging | 2.58,19 *  | 8 december 2013    | Berlijn    |
| 5.  | 1500m                | 1.53,31    | 29 december 2013   | Heerenveen |
| 6.  | ploegenachtervolging | 2.58,19 *  | 22 februari 2014   | Sotsji     |
| 7.  | kleine vierkamp      | 158,615    | 22/23 maart 2014   | Heerenveen |
| 8.  | ploegenachtervolging | 2.55,85 ** | 10 februari 2017   | Gangneung  |
| 9.  | ploegenachtervolging | 2.55,61 ** | 19 februari 2018   | Gangneung  |
| 10. | 1500m                | 1.53,30    | 15 december 2018   | Heerenveen |
| 11. | 1500m                | 1.53,10    | 8 maart 2020       | Heerenveen |

- * samen met Marrit Leenstra & Jorien ter Mors
- ** samen met Antoinette de Jong & Marrit Leenstra

## Resultaten
| Jaar | NK Afstanden                           | NK Sprint            | NK Allround  | EK Afstanden                                  | EK Allround       | WK Allround      | WK Sprint                                     | WK Afstanden                                                     | Olympische Spelen                                                | Wereldbeker                                                             | WK Junioren              |
| ---- | -------------------------------------- | -------------------- | ------------ | --------------------------------------------- | ----------------- | ---------------- | --------------------------------------------- | ---------------------------------------------------------------- | ---------------------------------------------------------------- | ----------------------------------------------------------------------- | ------------------------ |
| 2004 | 9e 500m 9e 1500m                       |                      |              |                                               |                   |                  |                                               |                                                                  |                                                                  |                                                                         | · 11e, , · achtervolging |
| 2005 | 5e 1000m 4e 1500m                      |                      | · , 5e, , 5e | 4e · 7e, , , 6e                               | 5e · 5e, 4e, , 6e |                  |                                               | 28e 1500m                                                        | · , · achtervolging                                              |                                                                         |                          |
| 2006 | 1000m · 1500m · 3000m                  |                      |              | · 5e, 4e, , 4e                                | 4e · 5e, 7e, , 7e |                  |                                               | 4e 1000m · 1500m · 3000m · 6e achtervolging                      | 7e 1000m · 1500m · 25e 3k/5k · 5e achtervolging                  |                                                                         |                          |
| 2007 | 4e 500m · 1000m · 1500m · 3000m        |                      | · ,          | · , , 6e                                      | · ,               | · 14e, , 10e,    | 1000m · 1500m · 5e 3000m · achtervolging      |                                                                  | 29e 500m · 6e 1000m · 1500m · 6e 3k/5k · achtervolging           |                                                                         |                          |
| 2008 | 8e 500m · 1000m · 1500m · 4e 3000m     | · 5e, , 4e,          | · , , 4e,    | · 4e, ,                                       | · , 4e, , 4e      | 6e · 19e, , 19e, | 9e 1000m · 7e 1500m · achtervolging           | 42e 500m · 1000m · 1500m · 7e 3k/5k                              |                                                                  |                                                                         |                          |
| 2009 | 10e 500m · 6e 1000m · 1500m · DQ 3000m | DNS3 13e, 7e, DNS, - | · ,          | 6e 6e, 7e, 4e, 5e                             | · , 7e, , 8e      |                  | 1500m · achtervolging                         | 36e 1000m · 6e 1500m · achtervolging                             |                                                                  |                                                                         |                          |
| 2010 | 6e 500m · 5e 1000m · 1500m · 3000m     |                      |              | · 4e, , , 5e                                  | · 6e, , , 7e      |                  |                                               | 8e 1000m · 1500m · 7e 3000m · 6e achtervolging                   | 53e 500m 19e 1000m 6e 1500m 9e 3k/5k 5e achtervolging            |                                                                         |                          |
| 2011 | ns2 500m · 5e 1000m · 1500m · 3000m    | 4e · 5e, , 8e,       |              | · 6e, ,                                       | · ,               | 7e · 13e, , 16e, | 1000m · 1500m · 3000m · achtervolging         |                                                                  | 5e 1000m · 1500m · 9e 3k/5k · achtervolging                      |                                                                         |                          |
| 2012 | 1000m · 1500m · 3000m                  | 5e · 8e, , 9e,       |              | · , 5e, 6e,                                   | · ,               |                  | 5e 1000m · 1500m · 3000m · achtervolging      | 5e 1000m · 1500m · 8e 3k/5k · 6e achtervolging · Grand World Cup |                                                                  |                                                                         |                          |
| 2013 | 6e 1000m · 1500m · 3000m               | 5e · 10e, , 11e,     | · ,          | · 4e, ,                                       | · ,               |                  | 1000m · 1500m · 3000m · 5000m · achtervolging | 12e 1000m · 1500m · 6e 3k/5k · achtervolging · Grand World Cup   |                                                                  |                                                                         |                          |
| 2014 | 1000m · 1500m · 3000m                  | DSQ · 8e, , 7e, DSQ  |              | · ,                                           | · ,               |                  |                                               | 1000m · 1500m · 3000m · 5000m · achtervolging                    | 6e 1000m · 1500m · 6e 3k/5k · achtervolging · Grand World Cup    |                                                                         |                          |
| 2015 | 1000m · 1500m · 3000m                  | DNS3 · 13e, , DNS, - | · ,          | · ,                                           | · ,               |                  | 4e 1000m · 1500m · 3000m · achtervolging      |                                                                  | 6e 1000m · 4e 1500m · 3k/5k · achtervolging · 4e Grand World Cup |                                                                         |                          |
| 2016 | 1000m · 1500m · 3000m                  | 6e · 11e, , 12e,     |              | · , , 4e                                      | · 4e, ,           |                  | 6e 1000m · 4e 1500m · 3000m · achtervolging   | 20e 1500m · 17e 3k/5k · achtervolging                            |                                                                  |                                                                         |                          |
| 2017 | 10e 500m · 1000m · 1500m · 3000m       | · 5e, , 5e,          |              | · ,                                           | · ,               |                  | 1500m · 3000m · achtervolging                 | 11e 1000m · 4e 1500m · 9e 3k/5k · achtervolging                  |                                                                  |                                                                         |                          |
| 2018 | 1000m · 1500m · 3000m                  |                      |              |                                               |                   | · 9, ,           |                                               |                                                                  | 9e 1000m · 1500m · 3000m · achtervolging                         | 16e 1000m · 7e 1500m · 12e 3k/5k · achtervolging                        |                          |
| 2019 | 1000m · 1500m · 3000m                  |                      |              |                                               | 4e 4e, 7e, 5e, 7e | 5e · , 6e, , 7e  |                                               | 5e 3000m · achtervolging · 1500m                                 |                                                                  | 53e 500m · 8e 1000m · 1500m · 24e 3k/5k · 4e achtervolging · teamsprint |                          |
| 2020 | 1000m · 1500m · 4e 3000m               |                      |              | 5e 1000m · 1500m · achtervolging · teamsprint |                   | · 4e, ,          |                                               | 4e 1000m · 1500m · achtervolging ·                               | 14e 1000m · 1500m ·                                              |                                                                         |                          |
| 2021 | 1000m · 4e 1500m · 5e 3000m            | 6e · 12e, 4e, 10e,   |              |                                               |                   |                  |                                               | 5e 1500m · achtervolging                                         | 5e 1000m · 1500m · achtervolging                                 |                                                                         |                          |
| 2022 | 1000m · 1500m · 5e 3000m               | DQ · 7e, , 7e, DQ    |              | 1500m · achtervolging                         |                   |                  |                                               |                                                                  | 6e 1000m · 1500m · achtervolging                                 | 19e 1000m 6e 1500m                                                      |                          |

### Wereldbekerwedstrijden
| Seizoen   | 500m                                             | 1000m                            | 1500m                | 3000/5000              | Ploegenachtervolging |
| --------- | ------------------------------------------------ | -------------------------------- | -------------------- | ---------------------- | -------------------- |
| 2004/2005 |                                                  |                                  | -, -, -, 1e(b), -    |                        |                      |
| 2005/2006 |                                                  | 6e, 9e, -, -, 6e, -, -, -, -,    | 6e, 7e, 4e, -,       | -, -, -*, 1e(b), -     | -, , -               |
| 2006/2007 | 8e, -, 14e, -, -, -, -, -, -, -, -, -            | , , -, -, -, -, -, -,            | , , -, ,             | , , -*, , -*, -        | , -,                 |
| 2007/2008 | -, -, -, -, -, -, -, -, 1e(b), 7e(b), -, -, -, - | 7e, 8e, 12e, 6e, 4e, , , 4e      | 5e, 13e, -, 5e, , -, | 9e, 7e, -*, , -*, -,   | -, -, -, -           |
| 2008/2009 |                                                  | 16e, 13e, -, -, -, -, -, -, -, - | 8e, 7e, -, , 4e, 11e |                        | , , -                |
| 2009/2010 |                                                  | 1e(b), 5e, 16e, -, -, -, 16e     | 11e, , , 12e, 9e, -  | 11e, 6e, -*, 6e, 4e, - | , -, 4e, -           |
| 2010/2011 |                                                  | , 5e, -, -, -, -, ,              | , , -, ,             | 4e, 8e, -*, , -*, -    | , -,                 |
| 2011/2012 |                                                  | 11e, 5e, 7e, , 5e, , -           | , , -                | , 4e, -*, , -*, -      | , Dnf, -, -          |
| 2012/2013 |                                                  | -, -, -, -, -, 6e, ,             | -, -, -, ,           | 8e, -, -*, , -*        | -, -, ,              |
| 2013/2014 |                                                  | 7e, , -, -, -,                   | , , -, ,             | , -, -*, , , -         | , , -                |
| 2014/2015 |                                                  | , 6e, -, 4e, 5e, -, -            | , , 4e, -, -         | , -*, , , -            | , , -                |
| 2015/2016 |                                                  |                                  | -, -, -, -, 4e, -    | -, -*, -, , -          |                      |
| 2016/2017 |                                                  | 5e, 6e, -, 5e, -, -              | , , -, ,             | 7e, 5e, -, -*,         | , -, -,              |
| 2017/2018 |                                                  | 11e, 14e, -, -, 4e,              | 4e, -, 4e, -, , -    | 6e, -, , -, -          | 2e, -, -, -          |
| 2018/2019 |                                                  | 5e, 4e, 4e, 8e, -, 6e            | 4e, , , 4e           | 6e, 6e, , -*,          | 4e,                  |
| 2019/2020 |                                                  | 7e, 5e, -, 10e, -                | ,                    |                        |                      |
| 2020/2021 |                                                  | 4e, 6e                           | ,                    |                        | , ,                  |
| 2021/2022 |                                                  | 6e, 9e, 9e, -                    | 4e, , 4e, -          |                        | , , -                |

- = geen deelname
* = 5000m
(b) = B-divisie

### Medaillespiegel
Bijgewerkt tot en met 7 februari 2022
| Kampioenschap                    | Goud · | Zilver · | Brons · | Totaal |
| -------------------------------- | ------ | -------- | ------- | ------ |
| NK Afstanden                     | 18     | 13       | 10      | 41     |
| NK Allround Klassement           | 4      | 1        | 1       | 6      |
| NK Allround Afstanden            | 11     | 5        | 5       | 21     |
| NK Sprint Klassement             | 1      | 1        | 0       | 2      |
| NK Sprint Afstanden              | 9      | 5        | 1       | 15     |
| EK Afstanden                     | 3      | 2        | 0       | 5      |
| EK Allround Klassement           | 5      | 4        | 2       | 11     |
| EK Allround Afstanden            | 16     | 12       | 6       | 34     |
| Olympische Spelen                | 6      | 5        | 2       | 13     |
| WK Afstanden                     | 15     | 15       | 1       | 31     |
| WK Allround klassement           | 7      | 4        | 2       | 13     |
| WK Allround afstanden            | 16     | 21       | 8       | 45     |
| WK Sprint klassement             | 0      | 1        | 0       | 1      |
| WK Sprint afstanden              | 1      | 5        | 0       | 6      |
| Wereldbeker 500m                 | 0      | 0        | 0       | 0      |
| Wereldbeker 1000m                | 4      | 9        | 6       | 19     |
| Wereldbeker 1500m                | 26     | 15       | 7       | 48     |
| Wereldbeker 3000m                | 6      | 7        | 7       | 20     |
| Wereldbeker Ploegenachtervolging | 13     | 10       | 3       | 26     |
| Wereldbeker Afstanden Totaal     | 49     | 41       | 23      | 113    |
| Wereldbeker Klassement           | 4      | 3        | 8       | 15     |
| WK Junioren                      | 1      | 1        | 0       | 2      |

## Documentaires
- Portret Wüst: bezeten maar beheerst (2014) – portret door Mart Smeets (NOS)[31]
- Ireen Wüst: Puntjes op de Ü (2018) – documentaire door Annette Gerritsen (Ziggo Sport)[32]
- De Andere Kant van Ireen Wüst (2022) – portret door Kruispunt (KRO-NCRV)[33]